# The Monster
"The Monster" é uma canção do rapper norte-americano Eminem, gravada para o seu oitavo álbum de estúdio The Marshall Mathers LP 2. Conta com a participação da cantora barbadense Rihanna, sendo que foi composta pelos dois intérpretes com o auxílio de Bryan Fryzel, Aaron Kleinstub, M. Athanasiou, e a sua produção a cargo de Frequency e Aalias. A música foi lançada a 29 de Outubro de 2013 em formato digital na iTunes Store e Amazon, através das editoras Shady Records, Aftermath Entertainment e Interscope para servir como quarto single do disco.

## Antecedentes e produção
Em 2010, Eminem e Rihanna lançaram a sua primeira colaboração oficial intitulada "Love the Way You Lie". A canção recebeu, tanto crítica como comercial, uma recepção positiva e conseguiu permanecer sete semanas consecutivas na liderança da Billboard Hot 100 dos Estados Unidos. No final do ano, a música tinha vendido 854 mil cópias no Reino Unido, tornando-se na mais vendida no país durante o ano. Em Novembro, foi lançada uma sequela através do disco da cantora Loud; desta vez, com uma perspectiva feminina sobre o tema. Passados exactamente dois anos, os dois músicos voltaram a colaborar em "Numb", faixa incluída no sétimo álbum de estúdio de Rihanna, Unapologetic.
A principal compositora, Bebe Rexha, estava no estúdio Stadium Red em Harlem, Nova Iorque, a trabalhar em material para o seu projecto de estreia: "Estava num sítio obscuro, um lado negro na minha cabeça. Descobrir onde estamos na vida e tentar sozinhos fazer toda esta merda funcione. Ficamos desiludidos connosco... Estava a tentar sair de uma fase depressiva". Nesse mesmo momento, a artista escreveu o refrão para "The Monster", sabendo de avanço que seria colocado num dos trabalhos de Eminem. Rexha afirmou ainda que a sua inspiração veio da citação "sobre os monstros que estão à nossa volta e que vivem dentro de nós", além disso, também revelou ter atravessado um despedimento da editora discográfica The Island Def Jam Music Group.
The Senior Director of A&R for Shady Records, Riggs Morales começou a procurar obras para potencialmente serem incluídas no oitavo álbum de originais de Eminem. Quando o produtor de "The Monster", Frequency, fez ouvir a música pela primeira vez, Morales "passou-se" e perguntou se os versos podiam ser trabalhos em sessões de Pro Tools e enviados para o rapper. Por sua vez, Eminem ouviu a demonstração e acrescentou a sua própria letra, ajustando o instrumental, mas deixou os vocais de apoio cantos por Bebe intactos. Em Setembro de 2013, Rihanna recorreu à sua conta oficial no Twitter para informar que tinha gravado "um refrão 'monstro'2 para um dos seus artistas favoritos. A 22 de Outubro do mesmo ano, foi a revelação do alinhamento final no sítio oficial do músico que confirmou a presença da canção e da cantora barbadense como convidada.

## Faixas e formatos
| Descarga digital |                             |         |  |
| N.º              | Título                      | Duração |  |
| 1.               | "The Monster" (com Rihanna) | 4:10    |  |